# Slavík obecný
Slavík obecný (Luscinia megarhynchos) je malý druh pěvce z čeledi lejskovitých.

## Taxonomie
Rozlišují se 3 poddruhy:

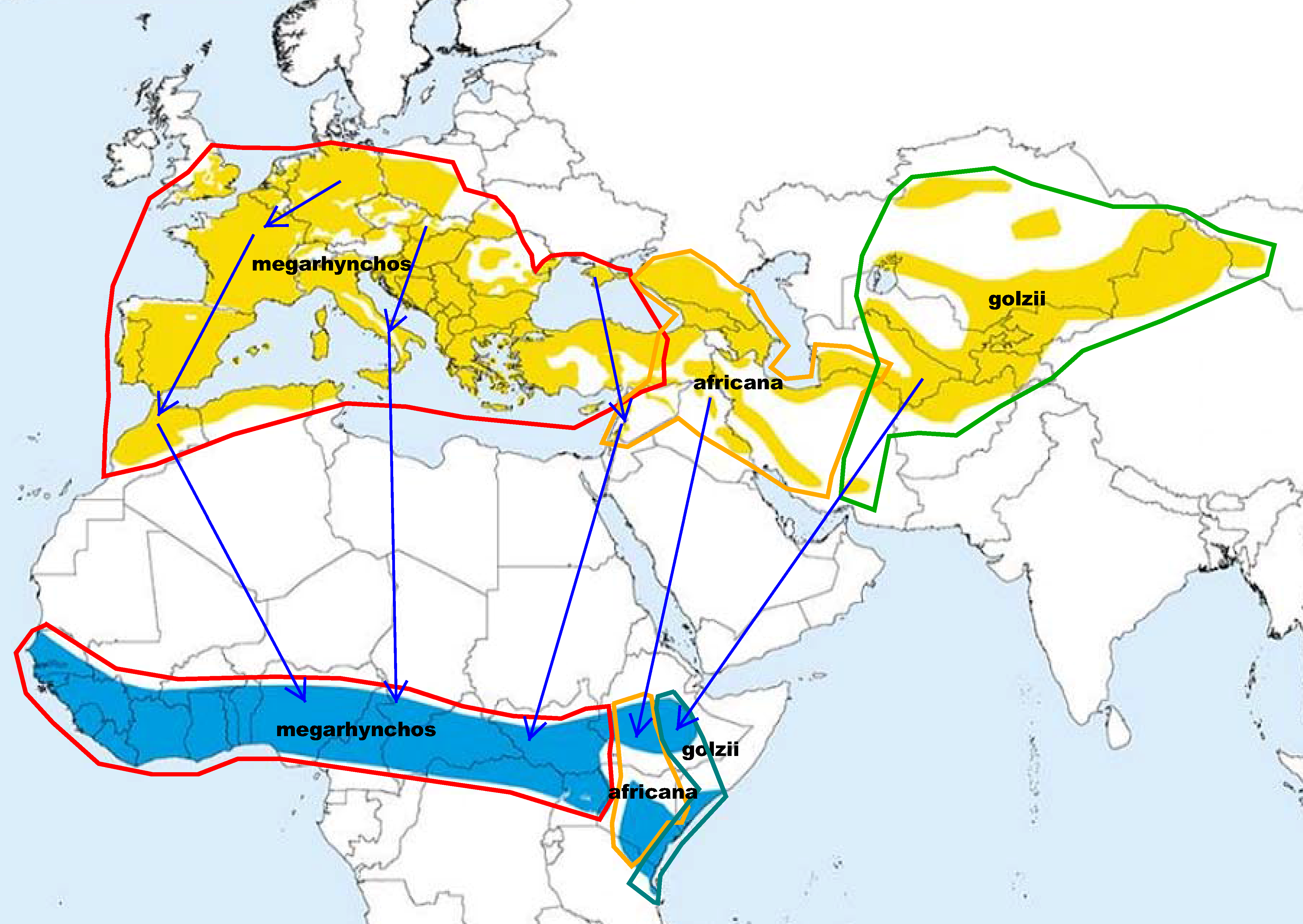

- L. m. megarhynchos – slavík obecný evropský obývá většinu evropského areálu.
- L. m. africana – slavík obecný kavkazský se vyskytuje na Blízkém východě a v pohoří Kavkaz
- L. m. hafizi – slavík obecný středoasijský obývá oblast od východního Íránu na východ až do západního Mongolska.[2]

## Popis
- Délka těla: 15–17 cm,
- Rozpětí křídel: 23–26 cm.
- Hmotnost: 16–27,5 g[3]

Slavík je o něco větší než vrabec. Svrchu je hnědý s rezavočerveným kostřecem a ocasem, spodní část těla má šedobéžovou s o něco světlejším hrdlem. Nad okem se táhne nevýrazný světlý proužek. Pohlaví se zbarvením nijak neliší. Od velmi podobného slavíka tmavého jej v terénu mnohdy nelze odlišit; má o něco červenější ocas a spodní část hrdla a hrudi bez zřetelného vlnkování. Liší se hlavně zpěvem.

## Zpěv
Zpívá ve dne i v noci obvykle dobře skrytý v husté vegetaci. Má neobyčejně bohatý hlasový fond. Při svém zpěvu střídá flétnové tóny, vydává silný tlukot, hvízdá i kloktá. U podobného zpěvu slavíka tmavého chybí úvodní táhlé hvizdy a hlavně charakteristický tlukot; naopak typické je pro něj závěrečné „srrrrr“.

## Rozšíření
Druh s evropským typem rozšíření, sahajícím od jihozápadní Evropy a Britských ostrovů po Kazachstán a západní Mongolsko. Malá izolovaná populace žije také v severozápadní Africe. Tažný, zimuje v tropické Africe.

## Výskyt v Česku
V České republice hnízdí na většině území do 600 m n. m. Po výrazném poklesu početnosti v první polovině 20. století se od 50. let začal opět šířit a osídlovat i oblasti, kde nebyl nikdy předtím zaznamenán (např. Tachovsko, Jindřichohradecko nebo Zábřežsko); v roce 2001–2003 byla celková populace odhadnuta na 8000–16 000 párů, což představuje více než 30% nárůst oproti stavům v letech 1985–89. Stoupl také počet obsazených mapovacích kvadrátů, a to ze 41 na 50 %.
Přílet na naše území připadá na duben až květen, odlet na srpen až září.

## Biotop
Žije v lesích a hájích s bohatým podrostem, také v zahradách a sadech. Na rozdíl od blízce příbuzného slavíka tmavého se nevyhýbá ani sušším stanovištím, jakými jsou např. pásy zeleně podél různých typů liniových staveb.

## Potrava
Živí se zejména hmyzem a pavouky, příležitostně i jinými členovci a drobnými měkkýši. Před odletem na zimoviště jsou v potravě v malé míře zastoupeny také dužnaté bobule. Potravu sbírá většinou na zemi ve krytu vegetace.

## Hnízdění

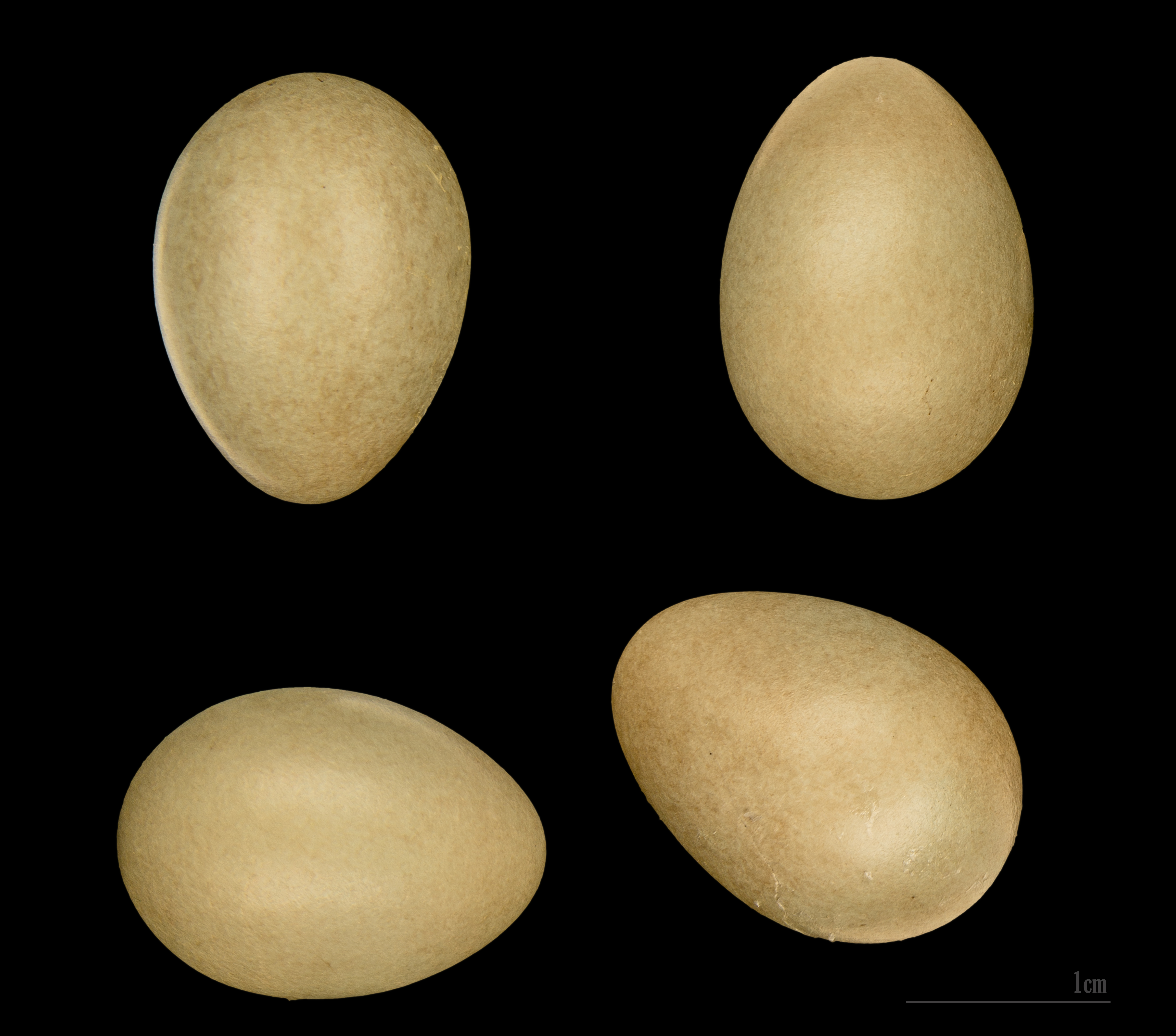
Vejce slavíka obecného

Monogamní druh, hnízdí jednotlivě. Samci se na hnízdiště vrací o něco dříve než samice, ale zpívat začínají až po několika dnech. Hnízdo staví samotná samice dobře skryté na zemi v keřích, a často jej vystýlá suchým dubovým listím. Hnízdí 1× ročně; ve snůšce je 4–5 (2–6) nejčastěji tmavě zelenohnědých, hustě hnědě skvrnitých vajec o velikosti 21,03 × 16,10 mm. Inkubace trvá 12–14 dnů, sedí pouze samice. Mláďata krmí zpočátku samotná samice, která také přebírá potravu přinášenou samcem, později oba rodiče. Hnízdo opouštějí po 11 dnech a vzletnosti dosahují ve věku 14 dnů. Rodina se rozpadá po dalších 10–14 dnech. Pohlavně dospívají ve 2. kalendářním roce. Nejvyšší věk v přírodě je 8 let, v zajetí dokonce 27 let.

## Ocenění
- Česká společnost ornitologická – Pták roku 2007